# Khun Sa

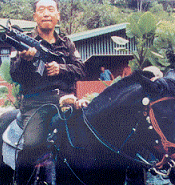
Khun Sa

Khun Sa tên thật là Zhang Chi Fu (chữ Hán: 張奇夫, Trương Kỳ Phu (hay còn gọi là Trương Cơ Phu); (1933-2007), biệt danh "Hoàng tử Chết", "Hoàng đế không ngai", là trùm ma túy, là vua buôn thuốc phiện trên một địa bàn rộng lớn ở vùng Tam Giác Vàng, nơi đây cung cấp đến 60% nhu cầu thuốc phiện của thị trường Hoa Kỳ. Ông cũng là người đấu tranh đòi quyền tự quyết, lập khu tự trị cho dân tộc Shan thông qua việc thành lập nước Cộng hòa bang Shan và là kẻ bị chính quyền Hoa Kỳ truy nã toàn cầu.

## Thiếu thời
Khun Sa sinh ngày 17 tháng 2 năm 1933, cha là một binh sĩ người Trung Quốc trong quân đội Trung Quốc Quốc Dân Đảng, mẹ là người dân tộc Shan (một sắc tộc thiểu số của Myanma). Lúc thiếu thời, Khun Sa đã được tiếp nhận sự giáo dục một cách qua loa của những thành phần thuộc tàn quân Trung Hoa Quốc Dân Đảng trên đất Myanmar. Ông là người chịu khó học hỏi nên đã nhanh chóng nắm bắt được kỹ thuật trồng cây anh túc, một loại cây được trồng dùng để lấy nhựa thuốc phiện.
Năm 18 tuổi, Khun Sa đã tự vũ trang để tung hoành trong giới buôn thuốc phiện. Ông tranh giành ảnh hưởng với La Tinh Hán (Lo Hsing Han), một trùm buôn ma túy khác. Bắt đầu từ đây, ông chuẩn bị tạo dựng sự nghiệp theo cách riêng của mình.

## Sự nghiệp
Từ thập niên 1960, Khun Sa đã nổi tiếng về sản xuất, cung cấp, buôn bán thuốc phiện, heroin tại vùng Tam giác Vàng (nằm giữa biên giới Thái Lan, Myanma và Lào) với doanh số hàng chục tỉ USD mỗi năm. Năm 1967, ông đã trở thành vua thuốc phiện ở vùng Tam Giác Vàng. Cũng trong năm 1967, Khun Sa suýt chết trong cuộc chiến giành quyền buôn bán ma túy với tàn quân Trung Quốc Quốc dân đảng ở Lào.
Khun San quen biết với La Tinh Hán, ông này là con của một đại gia hàng đầu ở Myanmar, một chúa đất (Thổ ty) khét tiếng ở bang Shan hai bên đã hợp tác làm ăn nhưng cuối cùng mâu thuẫn và xảy ra xung đột để tranh giành lãnh địa. Những cuộc giao tranh đã xảy ra.
Trong lúc này, La Tinh Hán nhận thấy mình yếu thế hơn Khun Sa và không muốn để bị Khun Sa thôn tính nên đã hợp tác với Chính phủ, cùng tấn công Khun Sa. La Tinh Hán cho biết, trong năm 1971, lực lượng của ông ta đã tấn công lực lượng của Khun Sa ở Paigan, tiêu diệt trên 100 người, Chính phủ Myanmar (Miến Điện) cũng can thiệp vào cuộc giao tranh này, họ cho xe cơ giới chở từng nhóm nhỏ quân xuống miền Trung Myanmar rồi tập họp lại, sau đó tập kích vào nơi đóng quân của Khun Sa, gây thiệt hại đáng kể.
Đáp trả, năm 1971, khi quân của La Tinh Hán áp tải đoàn xe hơn 100 chiếc chở hàng đi Thái Lan thì bị lực lượng của Trương Tô Quyền (sĩ quan thuộc lực lượng vũ trang của Khun Sa) chặn đánh, gây thiệt hại. Từ Thái Lan trở về, quân của La Tinh Hán kéo theo hơn 1.000 mã bang hành quân trên 10 cây số về để hỗ trợ.
Mặc dù có sự tranh giành về lãnh thổ quyết liệt, nhưng hai bên cũng đã có những sự thỏa hiệp để phân chia địa bàn. Việc này nhanh chóng được thiết lập vì trước đó hai người đã có một tình bằng hữu. Những năm từ 1970 đến 1990 là thời kỳ thịnh vượng nhất của Khun Sa.

## Cái gai trong mắt của chính phủ
Vì đấu tranh cho quyền tự trị của dân tộc Shan nên Khun Sa bị phạt tù giam 5 năm. Sau khi được phóng thích Khun Sa đến thung lũng Ho Mong điều hành mạng lưới cung cấp heroin đi khắp thế giới. Người ta ước tính khoảng 60% lượng heroin thâm nhập vào Hoa Kỳ là từ mạng lưới của Khun Sa. Tuy nhiên Khun Sa biện hộ rằng việc sản xuất và buôn bán ma túy chỉ nhằm gây quỹ cho cuộc đấu tranh giành độc lập của dân tộc Shan.
Năm 1989, Khun Sa bị một tòa án ở New York kết án vắng mặt vì tội bán bạch phiến heroin vào Mỹ và phát lệnh truy nã toàn cầu với số tiền thưởng lên đến 2 triệu USD.
Tại vùng Tam Giác Vàng, ông đã lên núi lập căn cứ chống chính phủ, Khun Sa tổ chức Quân đội Thống nhất dân tộc Shan sau này đổi tên thành Quân đội Mong Tai có số quân khoảng 10.000 người, trang bị cả tên lửa phòng không để chống lại Chính phủ Trung ương Myanma và các băng đảng buôn bán ma túy khác.
Năm 1989, hòa bình cơ bản được thực hiện trên toàn cõi Myanmar, nhưng Khun Sa vẫn kiên quyết đối đầu với Chính phủ. Chính phủ nhận thấy ông ta là lực lượng cát cứ nguy hiểm có ảnh hưởng đến an ninh quốc gia nên đã tập trung lên phương án trấn áp.
Chính phủ đã lên kế hoạch làm tan rã lực lượng của Khun Sa, tiếp theo là diệt đội cảnh vệ rồi giết chết ông ta. Nhưng kế hoạch không thành do đã bị bại lộ. Dù vậy việc chính phủ quyết tâm tiểu trừ Khun Sa làm cho các thế lực buôn thuốc phiện khác cũng nổi lên để tranh giành vị trí của Khun Sa.
Từ đó, vai trò bá chủ Tam Giác Vàng của Khun Sa bị lung lay. Nhiều đại gia thuốc phiện nổi lên tranh giành với Khun Sa. Trong một cuộc đọ sức giữa các thế lực xã hội đen xảy ra vào năm 1995, súyt nữa thì ông đã phải bỏ mạng. Lúc này, thứ tự các "đại gia" thuốc phiện ở Tam Giác vàng đã có sự thay đổi. Đứng đầu là "tướng quân" La Tinh Hán, thứ hai là "đại gia thuốc phiện hàng đầu châu Á" Ngụy Học Cương, còn những "đại gia" thuốc phiện khác thì "đếm không xuể" chỉ vì cây thuốc phiện còn tồn tại trên Tam Giác Vàng thì những "anh hùng" ấy còn xuất hiện nhiều.

## Đầu hàng chính phủ
Từ năm 1980, Chính phủ Myanmar đã thực hiện chính sách khoan hồng, dùng La Tinh Hán để thuyết phục Khun Sa từ bỏ tham vọng vũ trang cát cứ ở bang Shan, trở về với xã hội dân chủ, nhưng ông không đồng ý. La Tinh Hán kiên trì thuyết phục Khun Sa. La Tinh Hán cho biết, ông đã từng cử người thông báo với Khun Sa rằng chỉ có hòa bình thật sự khi Khun Sa chịu quy hàng chính phủ. Thời gian và địa điểm do Khun Sa tự quyết định, La Tinh Hán cũng từng đích thân đến thăm và thảo luận vấn đề hòa bình với Khun Sa.
Cuối cùng, vào tháng 1 năm 1996, Khun Sa ra đầu thú và chính thức qui hàng sau khi được Chính phủ Myanma hứa sẽ ân xá. Giấc mộng "đòi độc lập cho bang Shan đã chấm dứt", quân đội Mong Tai tan rã từ đấy.
Nguyên nhân thất bại của Khun Sa chủ yếu là:
- Ông đã sai lầm khi thành lập nước Cộng hòa bang Shan cùng với lực lượng vũ trang Mong Tai. Chính phủ Myanmar không bao giờ chấp nhận một quốc gia trong một quốc gia cho nên họ đã tập trung lực lượng, liên kết với các trùm ma túy khác cô lập và tiêu diệt Khun Sa.
- Khun Sa là một đại gia buôn thuốc phiện, được người Mỹ giúp sức để chống lại Chính phủ Myanmar, hứa hẹn cho nhiều quyền lợi, điều đó đã làm ông ta đã mắc lừa, đó chính là nguyên nhân chủ yếu để chính phủ giải quyết Khun Sa.
- Tình thế bị cô lập của Khun Sa và sự cạnh tranh quyết liệt của các trùm buôn ma túy khác đối với ông. Ngoài ra, sự kiên trì thuyết phục của La Hán Tinh làm ông dao động và đầu hàng.

Sau khi Khun Sa ra hàng, Chính phủ Hoa Kỳ từng yêu cầu Chính phủ Myanmar giao Khun Sa cho Hoa Kỳ xét xử nhưng bị từ chối dẫn độ.

## Bệnh tật và cái chết
Sau khi ra đầu hàng, Khun Sa sống tại một biệt thự sang trọng ở thủ đô Yangon, tổ chức một công ty vận tải và một công ty khai mỏ đá rubi cùng nhiều nghề kinh doanh khác.
Tuy nhiên càng về sau này, Khun Sa càng ốm yếu, bệnh tật. Theo La Tinh Hán, Khun Sa đã mắc chứng nghẽn mạch máu, liệt nửa người. Ông đã đi Côn Minh mời một nữ bác sĩ họ Lý về khám chữa bệnh cho Khun Sa. Vị bác sĩ này là chuyên gia về tim mạch đã khuyên ông ta nên điều độ trong sinh hoạt. Nhưng Khun Sa không nghe lời nên việc điều trị không có kết quả.
Ngày 26 tháng 10 năm 2007 Khun Sa qua đời tại nhà riêng ở Yangon vì các chứng liệt nửa người, bệnh đái đường và cao huyết áp.